# Salgueiro
Salgueiro là một đô thị thuộc bang Pernambuco, Brasil. Đô thị này có diện tích 1733,7 km², dân số năm 2007 là 53422 người, mật độ 30,81 người/km².